# Chico Forti
Enrico Forti, detto Chico (Trento, 8 febbraio 1959), è un ex velista e produttore televisivo italiano.
Nel 1998 Forti fu tratto in arresto a Miami, Stati Uniti, con l'accusa di omicidio nel corso di altro crimine, venendo rinviato a processo. L'accusa a Forti era di aver ucciso una persona che si stava accorgendo di una truffa che Forti avrebbe messo in atto per acquisire un hotel a un prezzo molto inferiore al vero valore di mercato. Nel 2000 è stato condannato per omicidio negli Stati Uniti.

## Biografia
Forti ha vissuto a Trento fino al conseguimento della maturità scientifica nel 1978; in seguito si è trasferito a Bologna per frequentare l'Istituto superiore di educazione fisica.
Nel 1990 partecipò al quiz televisivo Telemike: presentandosi sulla storia del windsurf, vinse una grossa somma di denaro grazie alla quale nel 1992 si trasferì negli Stati Uniti d'America.
Qui divorziò dalla moglie italiana e si sposò con la modella Heather Crane, con la quale ha avuto tre figli.

### Carriera sportiva
Nel 1979 iniziò a praticare windsurfing sul lago di Garda grazie al suo mentore Karl Heinz Stickl. Con Robby Naish eseguì tra i primi al mondo il looping a Diamond Head, Hawaii (1984). Insieme all'hawaiiano Richard Whyte ha disegnato e prodotto la prima rampa di salto per windsurf. È stato il primo italiano a competere nella coppa del mondo di windsurf professionisti PWA (Professional Windsurfing Association) nel 1985.

### Produzioni televisive
Un incidente automobilistico interruppe la sua carriera agonistica di windsurfing nel 1987. Dopo una lunga convalescenza, iniziò l'attività di produttore di filmati di sport estremi (oltre al windsurf, anche snowboard, surf, skateboard, moto d'acqua, sci nautico a piedi nudi, wakeboard, kitesurfing) e quella di collaboratore nell'ideazione e nello sviluppo di materiali per windsurfing. Ha scritto inoltre numerosi articoli su riviste specializzate di sport velici e nel 1989 divenne capoeditore di Windsurf Italia. Ha promosso il World Festival on the Beach di Mondello per il club velico Albaria collaborando con Vincenzo Baglione.
Nel 1990 ha creato la casa di produzione Hang Loose che trasmette su SuperChannel e successivamente su ESPN. Il programma Hang Loose, con la sua specializzazione in sport estremi, ha creato le premesse per la nascita degli Extreme Games, all'apertura dei quali Forti partecipa come ospite d'onore.

### Vicenda giudiziaria
Il 15 febbraio 1998 Dale Pike, figlio di Anthony Pike - dal quale Forti stava acquistando il Pikes Hotel a Ibiza - fu trovato assassinato su una spiaggia di Miami. L'accusa ha sostenuto che Forti volesse raggirare Anthony Pike, che soffriva di demenza.
Forti, interrogato dalla polizia, fornì varie versioni contraddittorie, sostenendo infine che un suo amico tedesco pregiudicato, Thomas Knott, con la minaccia di uccidere la sua famiglia, lo aveva costretto a prelevare Dale al suo arrivo a Miami per ucciderlo e che, dopo averlo catturato, lo aveva consegnato a un altro tedesco di nome Hans, su una Lexus bianca. Le indagini portarono alla scoperta che Forti aveva operato alcune truffe immobiliari a Miami.
Forti fu accusato di essere parte di un omicidio commesso durante l'esecuzione di altro crimine, ovvero la truffa di Forti ai danni di Anthony Pike, in quanto Forti si trovava nel luogo del delitto, come dimostrava la localizzazione del suo cellulare. Il movente era che Dale Pike, recandosi a Miami, volesse impedirgli di comprare l'albergo del padre in quanto Forti stava truffando Anthony Pike approfittando della sua demenza per ottenere il Pikes Hotel ad un prezzo irrisorio; inoltre Forti deteneva una calibro 22, come quella del delitto, e non la aveva consegnata agli inquirenti; aveva mentito più volte a diverse persone negando di avere incontrato Dale Pike prima ancora che fosse diffusa la notizia della morte; era coinvolto in frodi immobiliari, come dimostrato da documenti trovati in casa sua; aveva cercato di crearsi un falso alibi e detto alla polizia di non essere in trattativa per l'acquisto del Pikes Hotel; lavò la sua auto in modo maniacale; aveva contattato un killer professionista per uccidere un assistente procuratore che lo stava indagando per frode, come dimostrato da messaggi di informatori della polizia; infine, nella sua auto fu ritrovata sabbia compatibile con quella della spiaggia del delitto.
Nel 2000 Forti fu condannato all'ergastolo senza condizionale. Ha scontato parte della sua pena vicino a Miami, al Dade Correctional Institution di Florida City, e al South Florida reception center di Doral.
Forti ha sempre dichiarato di essere vittima di un complotto ordito dalla polizia, ma ha negato l'autorizzazione a pubblicare il verbale del processo.
Nel maggio 2012, Ferdinando Imposimato, all'epoca suo legale italiano, e la criminologa Roberta Bruzzone - che in seguito ha abbandonato il caso - presentarono un rapporto al ministro degli esteri Giulio Terzi di Sant'Agata che evidenziava le criticità del processo. Anche il successivo ministro degli esteri Emma Bonino espresse l'attivo interessamento del governo italiano sul caso Forti, ribadendo le forti perplessità sulle modalità del processo.
Il 23 dicembre 2020 il ministro degli esteri Luigi Di Maio ha annunciato che il governatore della Florida Ron DeSantis aveva valutato l'istanza di Chico Forti di avvalersi dei benefici previsti dalla Convenzione sul trasferimento delle persone condannate per scontare la pena in Italia. Dopo una lunga trattativa diplomatica, 1º marzo 2024 la Presidente del Consiglio Giorgia Meloni, durante la visita in USA, ha annunciato l'accordo di trasferimento di Chico Forti in Italia. Dopo che ad aprile il tribunale di Trento ha riconosciuto e confermato la sentenza e dopo essersi dichiarato colpevole, è arrivato in Italia, all'aeroporto di Pratica di Mare, il 18 maggio 2024; dopo un passaggio a Rebibbia, è stato trasferito nel carcere Montorio di Verona.

### Il fascicolo sulle presunte minacce a Travaglio, Lucarelli e Di Giacomo
Il 5 luglio 2024 la Procura di Verona ha aperto un fascicolo su Chico Forti quando un detenuto del carcere di Montorio, lo stesso di Forti, ha dichiarato di aver sentito una conversazione tra questo e un altro detenuto condannato per reati connessi alla criminalità organizzata calabrese dove Forti avrebbe chiesto di riferire alla Ndrangheta di "mettere a tacere" Marco Travaglio, Selvaggia Lucarelli e Aldo Di Giacomo, segretario generale del sindacato di polizia penitenziaria. Forti avrebbe promesso di contraccambiare dell'aiuto quando sarebbe stato liberato e "candidato con il centrodestra". In realtà i condannati all'ergastolo non hanno la facoltà di essere eletti anche in caso di liberazione (legge Severino), se un tribunale non concede loro la riabilitazione politica. Il detenuto ha contattato e avvertito Travaglio.

## Influenza culturale

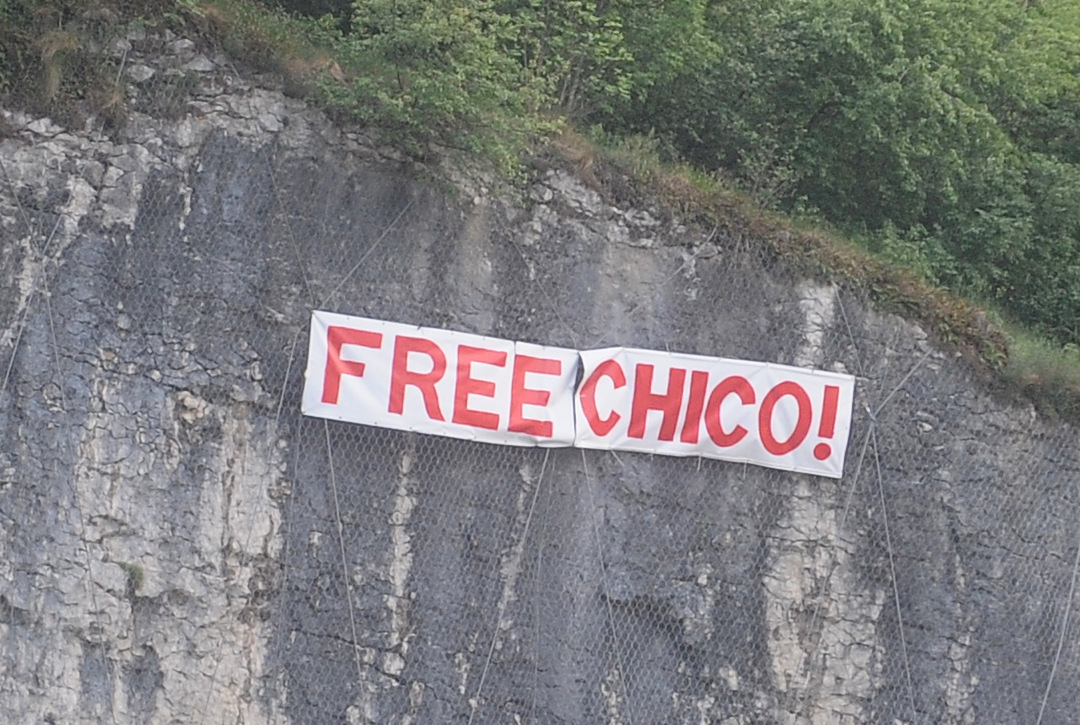
Striscione sul Doss Trento (2020)

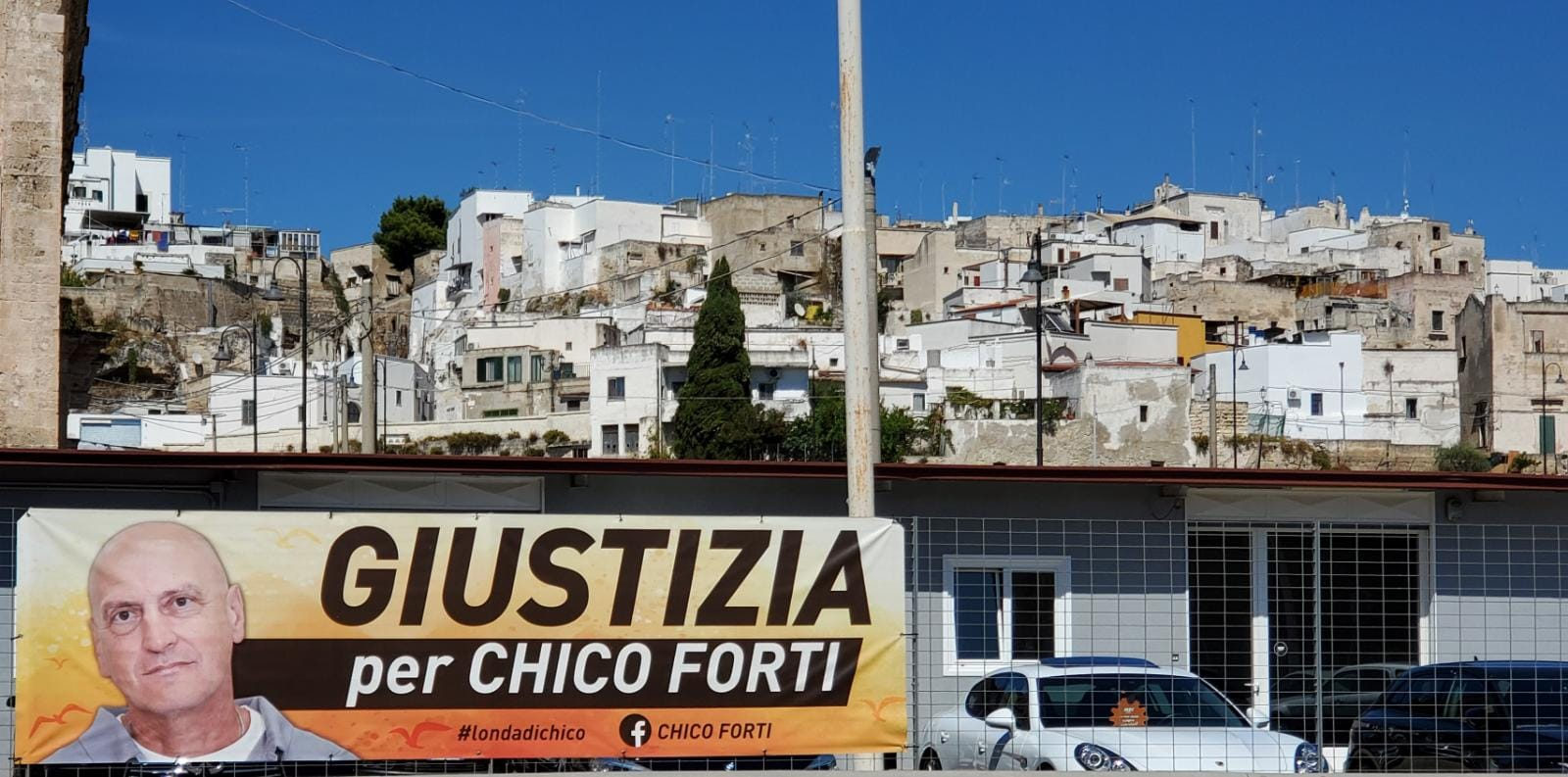
Striscione a Massafra (2023)

Il caso ha diviso l'opinione pubblica, fra innocentisti e colpevolisti, sia negli Stati Uniti sia in Italia, come ad esempio in un servizio televisivo del programma Le Iene nel quale venne affermato che la giudice Platzer avrebbe pronunciato la frase «La Corte non ha prove che Lei, signor Forti, abbia premuto materialmente il grilletto, ma ho la sensazione, al di là di ogni dubbio, che Lei sia stato l'istigatore del delitto», ma il giudice ha smentito questa dichiarazione, affermando invece che vi erano prove per condannare Forti.
Molte personalità dello spettacolo si sono unite a un movimento di opinione per chiedere la revisione del processo.
Enrico Ruggeri ha dedicato alla vicenda il brano L'America (Canzone per Chico Forti) e si è occupato del caso il programma radiofonico Lo Zoo di 105 con uno dei conduttori, Marco Mazzoli. Del caso si sono occupati il programma televisivo italiano Le Iene-Inside, la CBS con la trasmissione 48 Hours e l'emittente pubblica svedese SVT con il film-documentario Framed in Miami di Thomas Salme.
D'altra parte, non mancano i sostenitori della sua colpevolezza. La serie televisiva Power, Privilege, and Justice ha dedicato al caso una puntata colpevolista.
L'8 febbraio 2023 l'artista Nello Petrucci, in occasione del 64º compleanno di Forti, presenta al palazzo Benvenuti di Trento la scultura in marmo Chico sono io, alla presenza delle autorità.
Nel mese di agosto 2024 viene pubblicato un libro a cura anche del criminologo Marco Strano che riporta lo studio approfondito dei documenti processuali, giungendo alla conclusione della piena colpevolezza di Forti.

Programmi su Forti
Serie TV: Chico Forti: colpevole d'innocenza, anno: 2000

## Filmografia
- Il sorriso della Medusa (1997) – documentario televisivo